# Волейбол на літніх Олімпійських іграх 1964
Волейбол на Літніх Олімпійських іграх 1964 року в Токіо був представлений двома турнірами: чоловічим та жіночим.
Чоловічий турнір виграла збірна СРСР в якій було 5 представників України: Станіслав Люгайло, Георгій Мондзолевський, Юрій Поярков, Едуард Сибіряков, Юрій Венгеровський. Чемпіонками в жіночому турнірі стала збірна Японії. Срібні нагороди в жіночому турнірі виграла збірна СРСР, в якій також були 3 спортсменки з України: Неллі Абрамова, Валентина Мишак, Людмила Гуреєва.

## Переможці
| Місце | Країна         | Золото | Срібло | Бронза | Загалом |
| ----- | -------------- | ------ | ------ | ------ | ------- |
| 1     | СРСР           | 1      | 1      | 0      | 2       |
| 2     | Японія         | 1      | 0      | 1      | 2       |
| 3     | Чехословаччина | 0      | 1      | 0      | 1       |
| 4     | Польща         | 0      | 0      | 1      | 1       |

## Склади команд
| Турнір           | Золото | Срібло | Бронза |
| ---------------- | --- | --- | --- |
| Чоловічий турнір | СРСР (URS) Іван Бугаєнков Микола Буробін Юрій Чесноков Валерій Калачихін Важа Качарава Віталій Коваленко Станіслав Люгайло Георгій Мондзолевський Юрій Поярков Едуард Сибіряков Юрій Венгеровський Дмитро Воскобойников | Чехословаччина (TCH) Milan Čuda Bohumil Golián Zdeněk Humhal Petr Kop Josef Labuda Josef Musil Karel Paulus Boris Perušič Pavel Schenk Václav Šmídl Josef Šorm Ladislav Toman                            | Японія (JPN) Yutaka Demachi Tsutomu Koyama Sadatoshi Sugahara Naohiro Ikeda Yasutaka Sato Toshiaki Kosedo Tokihiko Higuchi Masayuki Minami Takeshi Tokutomi Teruhisa Moriyama Yūzo Nakamura Katsutoshi Nekoda                       |
| Жіночий турнір   | Японія (JPN) Масае Касай Еміко Міямото Кінуко Таніда Юріко Ханда Єсіко Мацумура Сата Ісобе Кацумі Мацумура Юко Сінодзакі Сецуко Сасакі Юко Фудзимото Масеко Кондо Аяно Сібукі                                           | СРСР (URS) Антоніна Рижова Астра Білтауер Нінель Луканіна Людмила Булдакова Неллі Абрамова Тамара Тихоніна Валентина Каменьок Інна Рискаль Маріта Катушева Тетяна Рощіна Валентина Мишак Людмила Гуреєва | Польща (POL) Кристина Чайковська Józefa Ledwig Maria Golimowska Jadwiga Rutkowska Danuta Kordaczuk Krystyna Jakubowska Jadwiga Książek Maria Śliwka Zofia Szczęśniewska Krystyna Krupa Hanna Krystyna Busz Barbara Hermela-Niemczyk |